# Syntomostola semiflava
Syntomostola semiflava là một loài bướm đêm thuộc phân họ Arctiinae, họ Erebidae.